# Валютний курс

Валю́тний курс — вираження ціни грошової одиниці однієї країни в грошових одиницях іншої. Фіксація валютного курсу здійснюється або відповідно до золотого паритету (гарантованим золотим змістом національної грошової одиниці), або за міжнародною угодою. При класичному золотому стандарті, тобто при вільному розміні валют на золото в центральному банку, валютний курс встановлювався в пропорціях до їх золотого вмісту.
Для конвертованих валют в основі курсу лежить валютний паритет (співвідношення між валютами різних країн, що встановлюється законодавчо). Проте курси валют майже ніколи не збігаються з їхнім валютним паритетом. В умовах міжнародної торгівлі і інших зовнішньоекономічних акцій співвідношення надходжень і платежів в іноземній валюті і, отже, попит і пропозиція іноземної валюти не перебуває у рівновазі. При активному платіжному балансі курси іноземних валют на валютному ринку даної країни падають, а курс національної грошової одиниці підвищується. Зворотне відбувається у разі, коли країна має пасивний платіжний баланс. Тому в більшості країн разом з твердим офіційним курсом національної валюти також існує вільний. За офіційного паритету здійснюються розрахунки центральних національних банків та інших валютно-фінансових установ між різними країнами і з міжнародними організаціями. Розрахунки між приватними особами і організаціями, виходять із зовнішньоторговельних і зовнішньоекономічних зв'язків та здійснюються по вільному курсу.

## Історія[1]
До середини 80-х років у МВФ та інших фінансово-кредитних інституціях було досягнуто консенсусу про те, що для нових економік найкращим виявився режим фіксованого, або принаймні «керованого», валютного курсу насамперед через те, що такий режим дисциплінує центральні банки цих країн та утримує інфляцію на рівні менш ніж 10 %. До середини 90-х цей «вашингтонський консенсус» було дискредитовано, передусім валютною кризою у Мексиці наприкінці 1994 року. Почав зароджуватися новий, до того ж абсолютно відмінний від попереднього консенсус. Полягав він у тому, що у постбреттонвудському світі високомобільного капіталу лише «автоматичність» могла запобігти валютній кризі. Тут малися на увазі режими, що автоматично пристосовувалися до ринкових сил, без втручання держави: або режими повністю гнучких валютних курсів, або режими фіксованих валютних курсів, що були конституційно обмежені «валютними радами».

## Режими валютного курсу

Валютний курс Турецької Ліри до Євро з 2003 по 2005

- Що коливається — вільно змінюється під впливом попиту і пропозиції і заснований на використанні ринкового механізму.[джерело?]
- Плаваючий — різновид валютного курсу, що коливається, зумовлює використання механізму валютного регулювання. Так, для обмеження різких коливань курсів національних валют, що викликають несприятливі наслідки валютно-фінансових та економічних відносин, країни, що увійшли в Європейську валютну систему, ввели в практику узгодження відносних меж взаємних коливань валютного курсу.[джерело?]
- Фіксований — офіційно встановлене співвідношення між національними валютами, засноване на визначеннях в законодавчому порядку валютних паритетах. Він допускає закріплення змісту національних грошових одиниць безпосередньо в золоті або доларах США при строгому обмеженні коливань ринкових курсів валют в межах одного відсотка.[джерело?]

## Міжнародний обмін

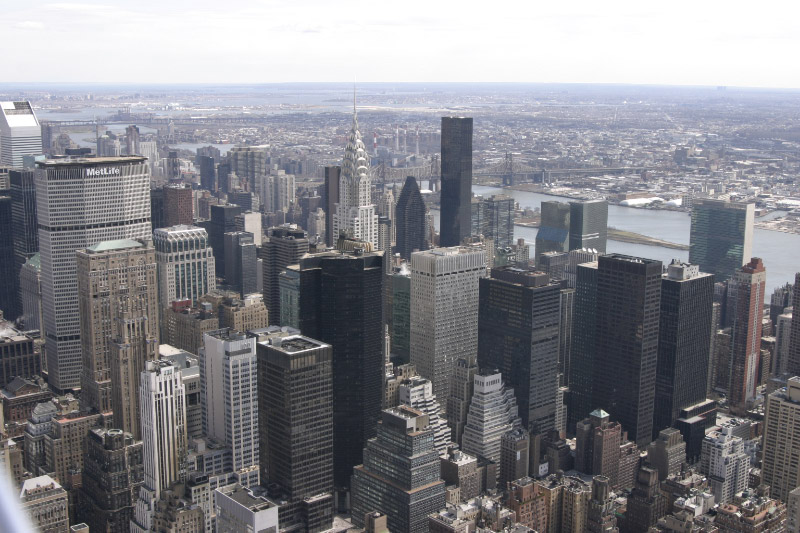
Нью-Йорк — один з фінансових центрів Світу

Міжнародна торгівля ведеться в грошових одиницях. У кожній країні існує своя валюта. І перш ніж купити товари, послуги або фінансові активи за кордоном, треба спочатку звернутись на зовнішній валютний ринок, де валюту можна купити чи обміняти на іншу. Основний обмін валют для міжнародної торгівлі проводиться в найбільших фінансових центрах світу.
Курси, за якими обмінюються валюти, визначаються їх попитом і пропозицією. Наприклад, на початку 1986 року американський долар коштував 10 французьких франків, два роки опісля він коштував вже 6 франків. У міру зміни обмінних курсів валют змінюються ціни на товари цих країн — імпортерів та експортерів.
Обмінні курси впливають на зовнішньоторговельний баланс країни та впливають на хід міжнародних фінансових операцій. Але незалежно від того, чи є обмінні курси валют високими або низькими, чи перевищує вартість експорту вартість імпорту, або навпаки, експортуються ті товари, які країна може виготовити і які мають порівняно низьку альтернативну вартість, та імпортуються ті, що виготовляються за кордоном за аналогічних умов.

## Метод встановлення курсу
Основним поняттям, створеним для пояснення валютних курсів є паритет купівельної спроможності, ПКС (англ. purchasing power parity — РРР), для формулювання якого зазвичай привертають так званий закон однієї ціни: ціна товару в одній країні повинна бути рівна ціні товару в іншій країні; а оскільки ці ціни виражаються в різних валютах, це співвідношення цін і визначає курс обміну однієї валюти на іншу.
Нехай Pd — внутрішня ціна (domestic price) даного товару, а Pf — його ціна за кордоном, в сусідній країні (foreign price). Ці ціни являють собою кількість валют, національної для даної країни та іноземної, які дають за одиницю товару всередині країни та закордоном. Відношення цін і буде тим курсом, за яким одну валюту стануть обмінювати на іншу заради купівлі даного товару.
{\displaystyle S={\frac {Pd}{Pf}}}
З 4 квітня 2014 року офіційні курси гривні до іноземних валют та курсу банківських металів визначаються Національним банком України на поточний робочий день, і діють з часу їх встановлення.